# Marco Antonio Rodríguez (friidrottare)
Marco Antonio Rodríguez, född 24 januari 1994, är en friidrottare från Bolivia. Han deltog vid olympiska sommarspelen 2016.